# Сергіївська сільська рада (Саратський район)
Се́ргіївська сільська́ ра́да — колишня  адміністративно-територіальна одиниця та орган місцевого самоврядування в Саратському районі Одеської області. Адміністративний центр — село Сергіївка.

## Загальні відомості
Сергіївська сільська рада утворена в 1946 році.
- Територія ради: 62,23 км²
- Населення ради: 1 420 осіб (станом на 2001 рік)
- Територією ради протікає річка Хаджидер

## Населені пункти
Сільській раді підпорядковані населені пункти:
- с. Сергіївка

## Населення
Згідно з переписом УРСР 1989 року чисельність наявного населення сільської ради становила 1556 осіб, з яких 672 чоловіки та 884 жінки.
За переписом населення України 2001 року в сільській раді мешкало 1408 осіб.

### Мова
Розподіл населення за рідною мовою за даними перепису 2001 року:
| Мова       | Відсоток |
| ---------- | -------- |
| російська  | 82,89 %  |
| українська | 9,23 %   |
| болгарська | 5,00 %   |
| молдовська | 2,11 %   |
| циганська  | 0,49 %   |
| білоруська | 0,07 %   |
| вірменська | 0,07 %   |
| німецька   | 0,07 %   |

## Склад ради
Рада складається з 16 депутатів та голови.
- Голова ради: Тимохіна Людмила Веніамінівна
- Секретар ради: Гусєва Людмила Павлівна

### Керівний склад попередніх скликань
| Прізвище, ім'я, по батькові   | Основні відомості                                                         | Дата обрання | Дата звільнення |
| ----------------------------- | ------------------------------------------------------------------------- | ------------ | --------------- |
| Жакот Віктор Петрович         | Сільський голова, 1958 року народження, член Партії регіонів              | 26.03.2006   | 01.11.2007      |
| Тимохіна Людмила Веніамінівна | Сільський голова, 1962 року народження, освіта вища, позапартійна         | 16.03.2008   | 31.10.2010      |
| Тимохіна Людмила Веніамінівна | Сільський голова, 1962 року народження, освіта вища, член Партії регіонів | 31.10.2010   |                 |

Примітка: таблиця складена за даними сайту Верховної Ради України

### Депутати
За результатами місцевих виборів 2010 року депутатами ради стали:

#### За суб'єктами висування
| Суб'єкт висування            | Кількість обраних депутатів | %    |
| ---------------------------- | --------------------------- | ---- |
| Самовисування                | 9                           | 56,3 |
| Партія регіонів              | 5                           | 31,3 |
| Соціалістична партія України | 2                           | 12,5 |

#### За округами
| № округу                     | Прізвище, ім'я, по батькові     | Дата визнання обраним | Освіта             | Партійна приналежність                  | Відомості про обраного депутата                                              |
| ---------------------------- | ------------------------------- | --------------------- | ------------------ | --------------------------------------- | ---------------------------------------------------------------------------- |
| Партія регіонів              |                                 |                       |                    |                                         |                                                                              |
| 7                            | Гусєва Людмила Павлівна         | 01.11.2010            | вища               | член Партії регіонів                    | Сергіївська сільська рада, секретар                                          |
| 9                            | Васильєв Олексій Михайлович     | 01.11.2010            | середня спеціальна | член Партії регіонів                    | сільськогосподарський виробничий кооператив «Сергіївка», управляючий м/з № 2 |
| 10                           | Сучкова Валентина Олександрівна | 01.11.2010            | середня спеціальна | член Партії регіонів                    | Сергіївська сільська рада, землевпорядник                                    |
| 13                           | Фомичьова Пелагея Купріянівна   | 01.11.2010            | середня спеціальна | член Партії регіонів                    | сільськогосподарський виробничий кооператив «Сергіївка», зоотехнік           |
| 14                           | Кофова Лідія Йосипівна          | 01.11.2010            | середня спеціальна | член Партії регіонів                    | Сергіївська сільська рада, бухгалтер                                         |
| Соціалістична партія України |                                 |                       |                    |                                         |                                                                              |
| 1                            | Русєва Галина Іванівна          | 01.11.2010            | середня            | член Соціалістичної партії України      | Сергіївське відділення ЦПС № 7, завідувачка                                  |
| 2                            | Жбанкова Валентина Іванівна     | 01.11.2010            | середня            | член Соціалістичної партії України      | Сергіївський дошкільний навчальний заклад ясла-сад, кухар                    |
| Самовисування                |                                 |                       |                    |                                         |                                                                              |
| 3                            | Глушко Антонина Василівна       | 01.11.2010            | вища               | член Партії регіонів                    | Сергіївська загальноосвітня школа, заступник директора з виховної роботи     |
| 4                            | Васильєва Тамара Миколаївна     | 01.11.2010            | вища               | член Політичної партії «Сильна Україна» | Сергіївський дошкільний навчальний заклад ясла-сад, завідувачка              |
| 5                            | Максименко Олена Григорівна     | 01.11.2010            | середня спеціальна | член Політичної партії «Сильна Україна» | пенсіонер                                                                    |
| 6                            | Капустін Сергій Дмитрович       | 01.11.2010            | середня            | позапартійний                           | сільськогосподарський виробничий кооператив «Сергіївка», робітник            |
| 8                            | Сирова Ольга Юхимівна           | 01.11.2010            | вища               | позапартійна                            | сільськогосподарський виробничий кооператив «Сергіївка», лаборант            |
| 11                           | Тимохіна Тетяна Павлівна        | 01.11.2010            | вища               | член Партії регіонів                    | Сергіївська загальноосвітня школа, вчитель                                   |
| 12                           | Гавриш Лариса Василівна         | 01.11.2010            | вища               | позапартійна                            | приватний підприємець                                                        |
| 15                           | Главчева Наталя Анатоліївна     | 01.11.2010            | вища               | позапартійна                            | Сергіївський будинок культури, директор                                      |
| 16                           | Брадарська Валентина Іванівна   | 01.11.2010            | вища               | член Партії регіонів                    | сільськогосподарський виробничий кооператив «Сергіївка», завідувачка СТФ     |